# ميدان الشعب (أورومتشي)

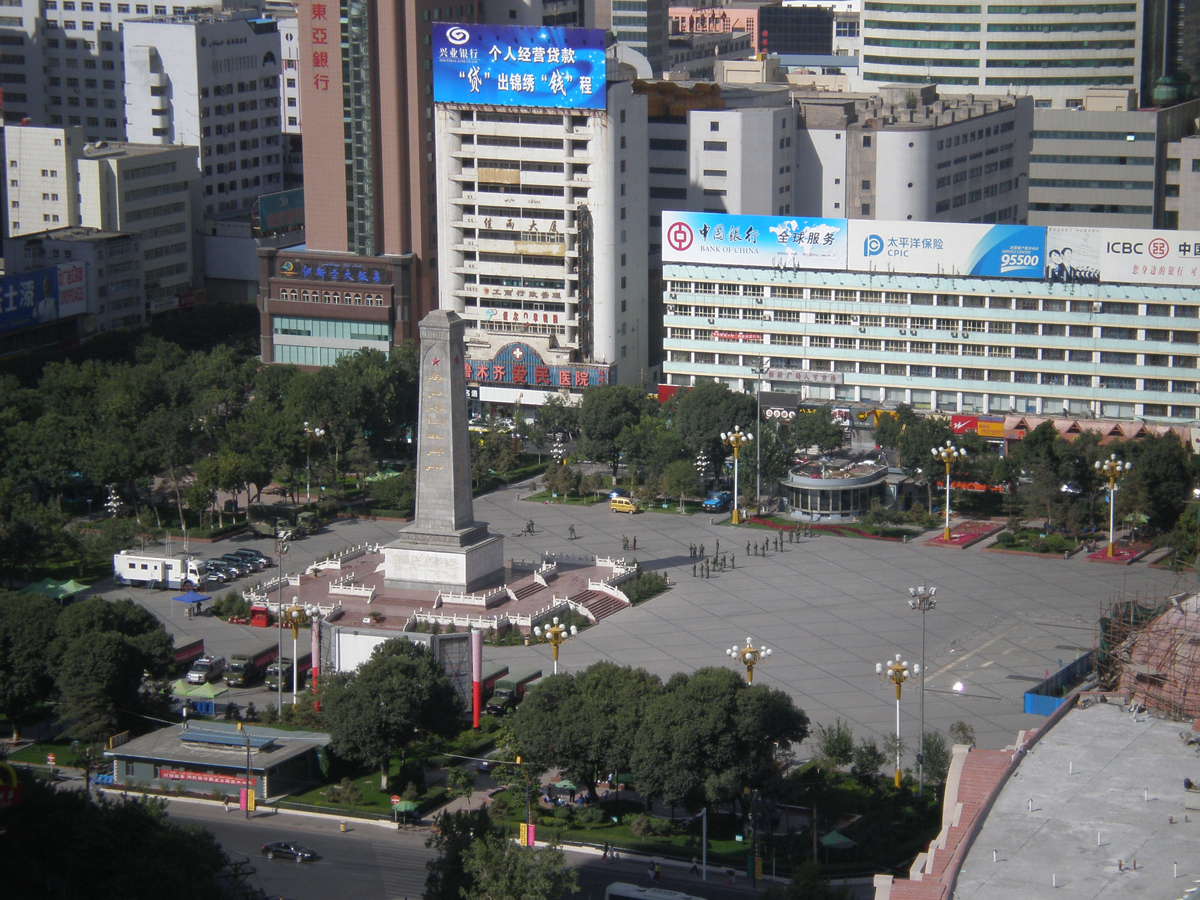
نظرة على الساحة من مكان عالي

ساحة الشعب في أورومتشي (بالصينية المبسطة: 乌鲁木齐 市 人民 广场، بالصينية التقليدية: 烏魯木齊 市 人民 廣場، بالأويغور: ئۈرۈمچى خەلق مەيدى نى)هي ساحة عامة كبيرة تقع حول التقاطعات الرئيسية لمنطقة الأعمال المركزية في أورومتشي، عاصمة منطقة شينجيانغ الأويغورية ذاتية الحكم بالصين. يقع الميدان في منطقة تيانشان، وهي وجهة سياحية رئيسية في المدينة وتستخدم أيضًا لعقد المناسبات الكبيرة وتُستخدم كمكان عام للترفيه اليومي للسكان المحليين.